# Кетрін Паркінсон
Кетрін Джейн Паркінсон (англ. Katherine Parkinson, нар. 9 березня 1978) — британська акторка театру та кіно. 

## Життєпис
Паркінсон народилася 9 березня 1978 року в Хаунслоу, Лондон, у сім'ї англійки та батька з Північної Ірландії, історика Алана Паркінсона. Виросла в Толворті та Сербітоні. Навчалася у жіночій школі Тіффін. Пізніше почала вивчати класику в коледжі Святої Гільди в Оксфорді. Потім навчалася в Лондонській академії музики та драматичного мистецтва, хоча покинула школу, не закінчивши її, щоб зіграти головну роль у виставі The Age of Consent, прем’єра якої відбулася на Единбурзькому фестивалі Fringe у 2001 році. 

## Кар’єра
У 2005—2009 роках Паркінсон грала Полін Лемб, адміністратора лікаря, а пізніше флеботоміста, у другому-четвертому сезоні комедійно-драматичного серіалу «Док Мартін» телеканалу ITV. 
Під час роботи над «Доктором Мартіном» її друг з LAMDA Кріс О'Дауд запросив на прослуховування для комедійного серіалу «ІТ-шники». Прем’єра серіалу «ІТ-шники» відбулася у 2006 році й тривала чотири сезони закінчившись у 2014 році. Роль Паркінсон була добре сприйнята критиками та глядачами — вона була номінована на телевізійну премію BAFTA. за найкращу комедійну жіночу роль у 2011 році (отримала нагороду у 2014 році).
У 2007 році з'явилася в новій постановці чеховської «Чайки» в лондонському Royal Court Theatre разом з Крістін Скотт Томас і Маккензі Круком, за що отримала позитивні відгуки.
Наприкінці 2009 року з’явилася в п’єсі «Півень», яка отримала нагороду Олів’є у Королівському театрі з Беном Вішоу та Ендрю Скоттом.
Паркінсон зіграла Софі, одну з головних ролей разом з Марком Гіпом у трисезонному комедійному серіалі BBC Four The Great Outdoors (2010). 
У 2010 і 2011 роках вона знялася у двох виставах: «Вітання сезону» в Національному театрі; і як леді Тізл у «Школі скандалу в Барбікан-центрі». Того ж року з'явилася в The Bleak Old Shop of Stuff, прем'єра якого відбулася на BBC Two у 2011 році; а у 2012 році вона з'явилася в якості гостя в ролі Кітті Райлі в «The Reichenbach Fall», фіналі другої серії серіалу «Шерлок».
У 2012 і 2013 роках зіграла ролі Діани у «Відсутніх друзів» у театрі Гарольда Пінтера та Лаури у «Перед вечіркою» у театрі «Алмейда» відповідно. У 2014 році Паркінсон з’явилася в «Сардинах», першому епізоді антологічного серіалу Inside No. 9, разом із Беном Віллбондом, а також у міні-серіалі «The Honorable Woman», який транслювався у Великобританії на BBC Two і в США на SundanceTV.
У 2015 році зіграла головну роль у комедійному серіалі BBC One «Кеннеді», написаному Еммою Кеннеді про дорослішання в маєтку Стівеніджа в 1970-х роках. Вона також зіграла одну з головних ролей у всіх трьох серіях британсько-американського науково-фантастичного серіалу «Люди», який транслювався на Channel 4 й AMC з 2015 по 2018 рік.
У 2019 році відбулася лондонська прем’єра дебютної роботи Паркінсона як драматурга «Сидячи» після місячного показу в Edinburgh Fringe. П’єса була добре оцінена, а The Guardian[ написала: «Паркінсон делікатно розкриває зв’язки, які в кінці надають п’єсі тужливої емоційної ваги». Паркінсон адаптував п'єсу для BBC Four на початку 2021 року.

## Особисте життя
Одружена з актором Гаррі Пікоком. і є невісткою покійного Тревора Пікока.

## Фільмографія

### Фільми
| Рік  | Назва                                                                | Роль             |
| ---- | -------------------------------------------------------------------- | ---------------- |
| 2006 | Складно проковтнути                                                  | Кеті             |
| 2007 | Різдво на Рив'єрі                                                    | Ванесса          |
| 2008 | Легка поведінка                                                      | Маріон Віттекер  |
| 2008 | Як втратити друзів і змусити всіх тебе ненавидіти                    | PR-ниця          |
| 2009 | Рок-хвиля                                                            | Фелісіті         |
| 2009 | St. Триніан 2: Легенда про золото Фріттона                           | Учителька фізики |
| 2014 | Британія не їсть                                                     | Маріон / Сара    |
| 2018 | Таємний клуб Гернсі любителів книг і пирогів з картопляного лушпиння | Ісола Пріббі     |
| 2019 | Небезпечний елемент                                                  | Джинн Ланжевін   |
| 2024 | Те Різдво                                                            | місіс Форест     |

### Телебачення
| Рік         | Назва                             | Роль             | Примітки |
| ----------- | --------------------------------- | ---------------- | --- |
| 2005        | Попереду класу                    | Вікі Фолі        | |
| 2005        | Потерпілий                        | Гелен Гіббонс    | Епізод: "Довге побачення" |
| 2005        | Масовка                           | Жінка в черзі    | Епізод: "Рос Кемп і Вінні Джонс" |
| 2005—2009   | Лікар Мартін                      | Павла Агнця      | |
| 2006—2013   | Айтівці                           | Джен Барбер      | Британська нагорода комедії для кращої актриси телевізійної комедії Номінована — BAFTA за кращу жіночу комедію Переможець премії BAFTA 2014 |
| 2007        | Страх, стрес і гнів               | Джемма           | |
| 2007        | Різдво на Рив'єрі                 | Ванесса          | |
| 2007—2009   | Big Ass Show Кейті Бранда         | різні персонажі  | |
| 2009        | Джонатан Крік                     | Нікола           | Епізод: "Людина, що посміхається" |
| 2009        | Старі перці                       | Ембер            | |
| 2010        | The Great Outdoors                | Софі             | |
| 2010        | Білі                              | Керолін          | |
| 2011        | Психвіль                          | Фіона            | 1 епізод |
| 2011        | Комедійна вітрина                 | Піп              | 1 епізод |
| 2011        | Стара похмура крамничка дрібничок | Концептива       | |
| 2012        | Шерлок                            | Кіті Райлі       | Епізод: "Падіння Райхенбаха" |
| 2013        | Любовні питання                   | Джо Пеппер       | Епізод: "Офіційно спеціальний" |
| 2014        | Почесна жінка                     | Рейчел Стейн     | |
| 2014        | У дев'ятому номері                | Ребекка          | Епізод: "Сардини" |
| 2014        | Креканорі                         | оповідач         | Сезон 2 Епізод 3 "Кризовий план" |
| 2015        | Горизонт                          | Кетрін Паркінсон | Оповідачка |
| 2015        | Кеннеді                           | Бренда Кеннеді   | Головна роль |
| 2014 — нині | У клубі                           | Кім Холл         | |
| 2015—2018   | Люди                              | Лора Хокінс      | Головна роль |
| 2018        | Кінець зв'язку                    | Карен Мюллер     | |
| 2024-       | Суперники                         | Ліззі Верекер    | Головна роль |

### Радіо
| Рік       | Назва                                                      | Роль                    |
| --------- | ---------------------------------------------------------- | ----------------------- |
| 2004      | Певна посмішка                                             | Катерина                |
|           | Роль хороших часів                                         | Пацієнтка               |
| 2008      | Непарна половина                                           |                         |
| 2008      | Mouthtrap                                                  | Письменниця, виконавиця |
| 2010      | Група підтримки Сари Міллікан                              | Кім                     |
| 2011      | Втрачені вихідні                                           |                         |
| 2011      | Дровер Кліссольдського спільного                           |                         |
| 2011      | Один і тільки                                              | Лайла                   |
|           | Сувеніри                                                   | Саманта                 |
| 2011—2012 | Не запускати                                               | Кім                     |
| 2012      | Ласкаво просимо до нашого села, будь ласка, уважно вторгся | Катріна                 |
| 2012      | Щоденник нікого                                            | Керрі Поотер            |
| 2012      | Bat Bat                                                    | Колетт                  |
|           | Дама з моря                                                | Bolette                 |
| 2013      | Пуск / зупинка                                             | Аліса                   |

### Театральні роботи
| Рік  | Назва                              | Роль                 | Примітки                                                    |
| ---- | ---------------------------------- | -------------------- | ----------------------------------------------------------- |
| 2018 | Додому, я Дарлінг                  | Лора                 | Театр Алмейда                                               |
| 2012 | Відсутні друз                      | Діана                | Театр Гарольда Пінтера                                      |
| 2011 | 66 книг                            | Джо                  | Театр Буша                                                  |
| 2011 | Школа для скандалу                 | Леді Тізл            | Театр Барбікан                                              |
| 2010 | Привітання сезону                  | W                    | Королівський театр суду                                     |
| 2007 | Чайка                              | Маша                 | Театр Королівського суду                                    |
| 2006 | The Lightning Play                 | Імоджен Камбербетч   | Театр Алмейда                                               |
| 2006 | Інші руки                          | Лідія                | Театр Сохо                                                  |
| 2004 | Flush                              | Лілія                | Театр Сохо                                                  |
| 2004 | Сигарети і шоколад                 | Гейл                 | Театр Королівської голови                                   |
| 2004 | Немислима                          | Фран                 | Шеффілд Crucible                                            |
| 2003 | Закон про бунт                     | Антигона             | The Gate (Лондон)                                           |
| 2003 | Збільшення складності концентрації | Ганна Балкар         | The Gate (Лондон)                                           |
| 2003 | Камілла                            | Олімп                | Ліричний гаммерсміт                                         |
| 2002 | Deep Throat Live on Stage          | Лінда Лавлейс        | Кімнати для зборів Edinburgh Festival Fat Bloke Productions |
| 2002 | Рамка 312                          | Меггі / Доріс / Марі | Donmar Warehouse                                            |
| 2002 | Вік згоди                          | Стефані              | Театр Буша                                                  |

## Зовнішні посилання
- Кетрін Паркінсон на сайті IMDb (англ.)
- Dan Collacott & Imran Mirza (2010-08- 22). Інтерв'ю з комедійною сиреною Кетрін Паркінсон. liberationfrequency.co.uk. Архів оригіналу за 21 липня 2017. Процитовано 3 квітня 2019.
- Профіль агенції: Кетрін Паркінсон. curtisbrown.co.uk. Архів оригіналу за 3 Квітня 2019. Процитовано 3 Квітня 2019.
- Інтерв'ю Кетрін Паркінсон. ІТ-натовп. Канал 4. 18 грудня 2008. Архів оригіналу за 6 Червня 2016. Процитовано 2 липня 2014.
- Кетрін Паркінсон. Архів оригіналу за 3 березня 2016. Процитовано 9 липня 2014.

Шаблон:Телевізійна премія Британської академії за кращу жіночу комедію